# Gare de Calais-Ville
Ne doit pas être confondu avec Gare de Calais - Fréthun ou Gare de Calais-Maritime.
La gare de Calais-Ville est une gare ferroviaire française de la ligne de Boulogne-Ville à Calais-Maritime, située à proximité du centre-ville de Calais, sous-préfecture du département du Pas-de-Calais, en région Hauts-de-France. Elle est la principale gare de cette ville.
C'est une gare de la Société nationale des chemins de fer français (SNCF), desservie par des trains des réseaux TGV inOui et TER Hauts-de-France.

## Situation ferroviaire
Établie à 3 mètres d'altitude, la gare de Calais-Ville est située au point kilométrique (PK) 294,687 de la ligne de Boulogne-Ville à Calais-Maritime, entre la gare ouverte des Fontinettes et celle fermée de Calais-Maritime.

## Histoire

### Anciennes gares
Dénommée « station de Saint-Pierre-lès-Calais », la gare alors terminus de la ligne est mise en service le 1er septembre 1848 par la Compagnie des chemins de fer du Nord, lorsqu'elle ouvre à l'exploitation l'« embranchement de Calais ». Elle est remplacée par la gare de Calais-Ville en 1849, établie sur le site actuel.
En 1880, sont installés des taquets d'arrêts sur les voies transversales, afin de prévenir les accidents que pourrait occasionner le mouvement des wagons sur ces voies ; deux nouvelles voies de garage, dans le chantier aux bois, sont également posées.
En 1900, la gare de Calais-Ville devient l'aboutissement de la voie ferrée d'intérêt local reliant Anvin à Calais (à écartement métrique), cette ligne fermant en 1955.
Les deux bâtiments voyageurs (un de chaque côté du faisceau de voies, chacun desservant Calais, d'une part, et l'ancienne commune de Saint-Pierre-lès-Calais, d'autre part) datant de 1889, ainsi que la passerelle contiguë (reliant les deux lieux précités en permettant le franchissement du faisceau de voies), sont détruits lors de la Seconde Guerre mondiale, dans un contexte où les installations ferroviaires calaisiennes ont été généralement très endommagées,.

La gare, vers 1910
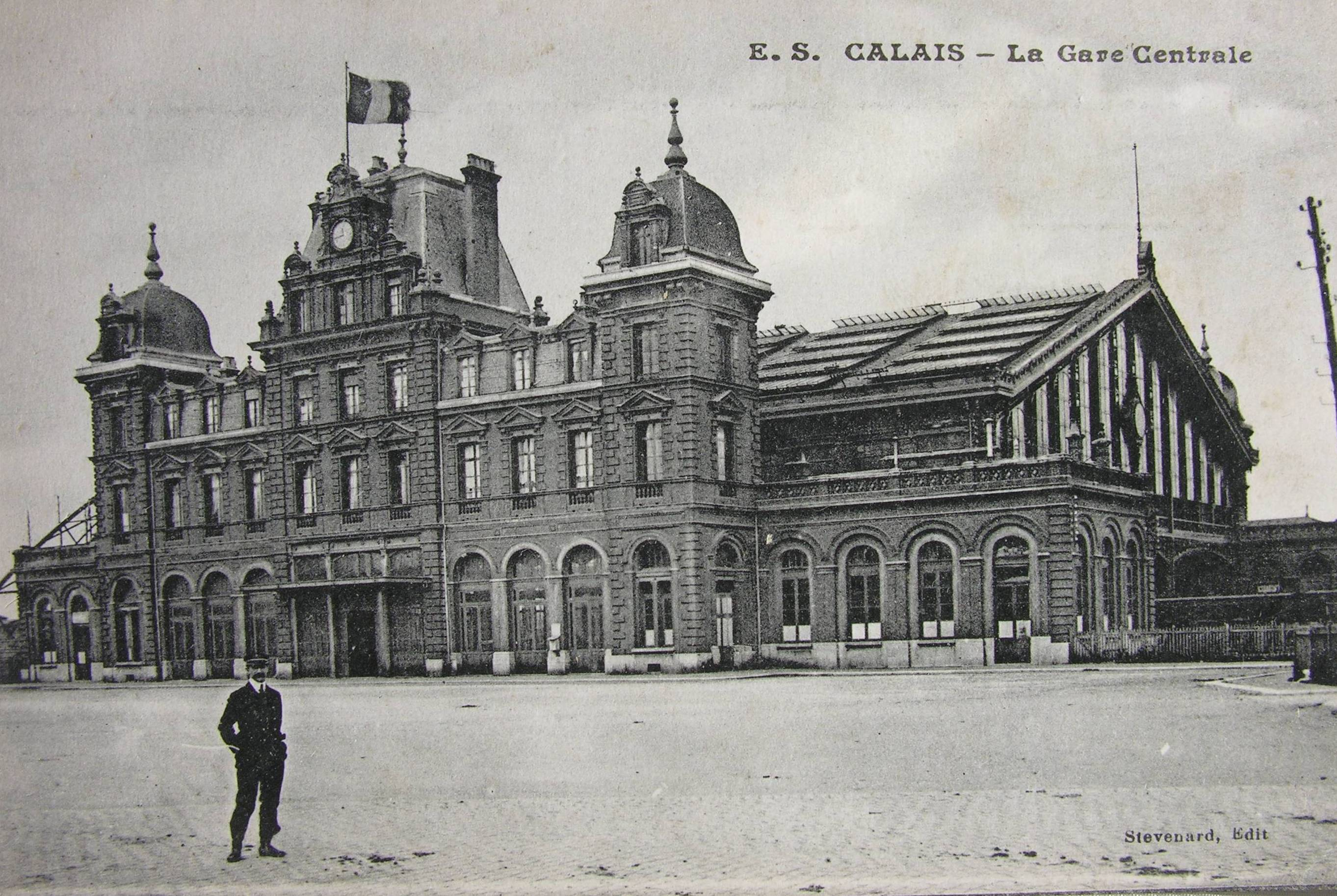
La façade de l'un des deux bâtiments voyageurs.
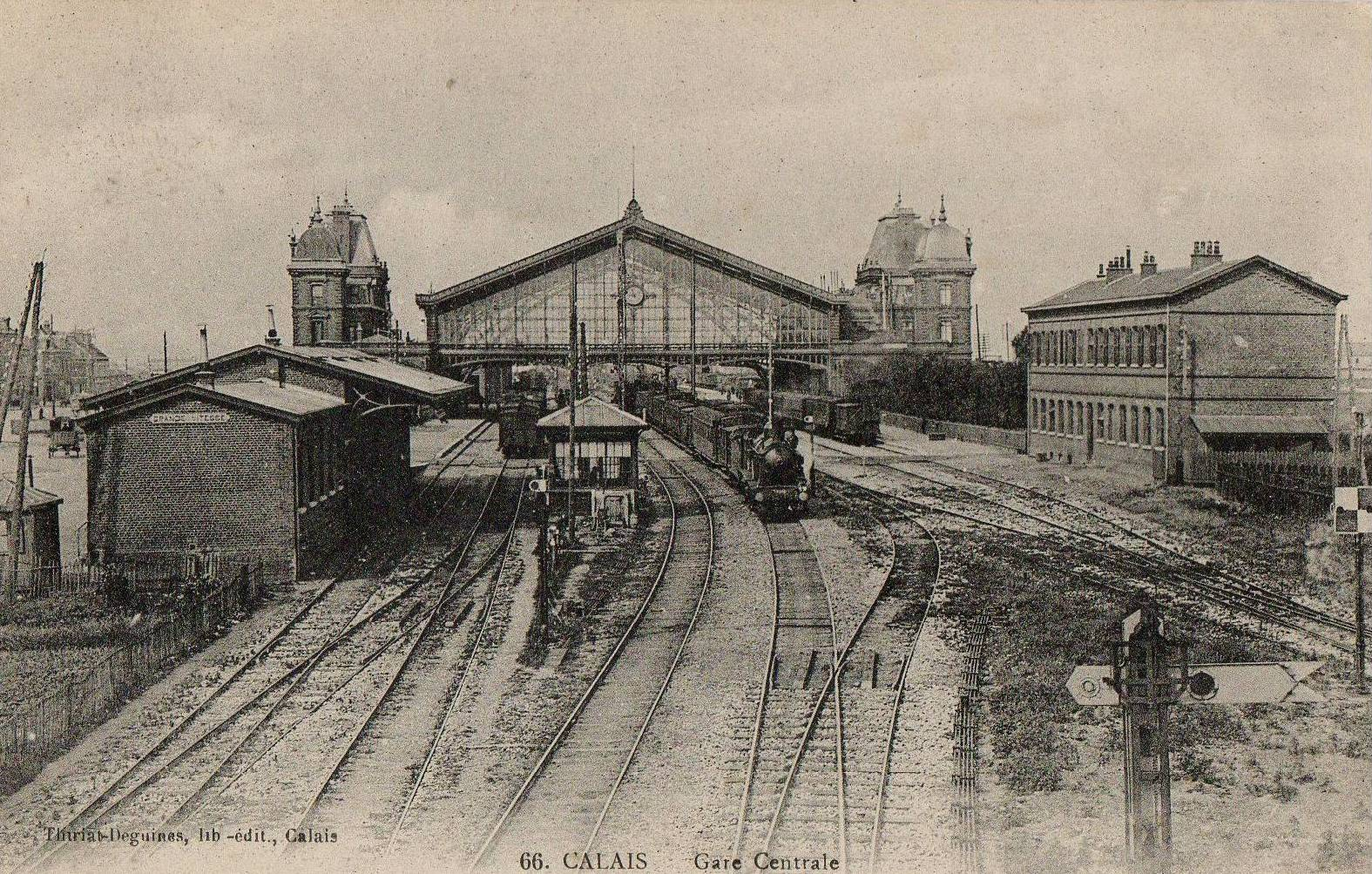
Vue des voies et des quais. Les bâtiments voyageurs sont visibles de part et d'autre de la halle métallique.

### Gare actuelle

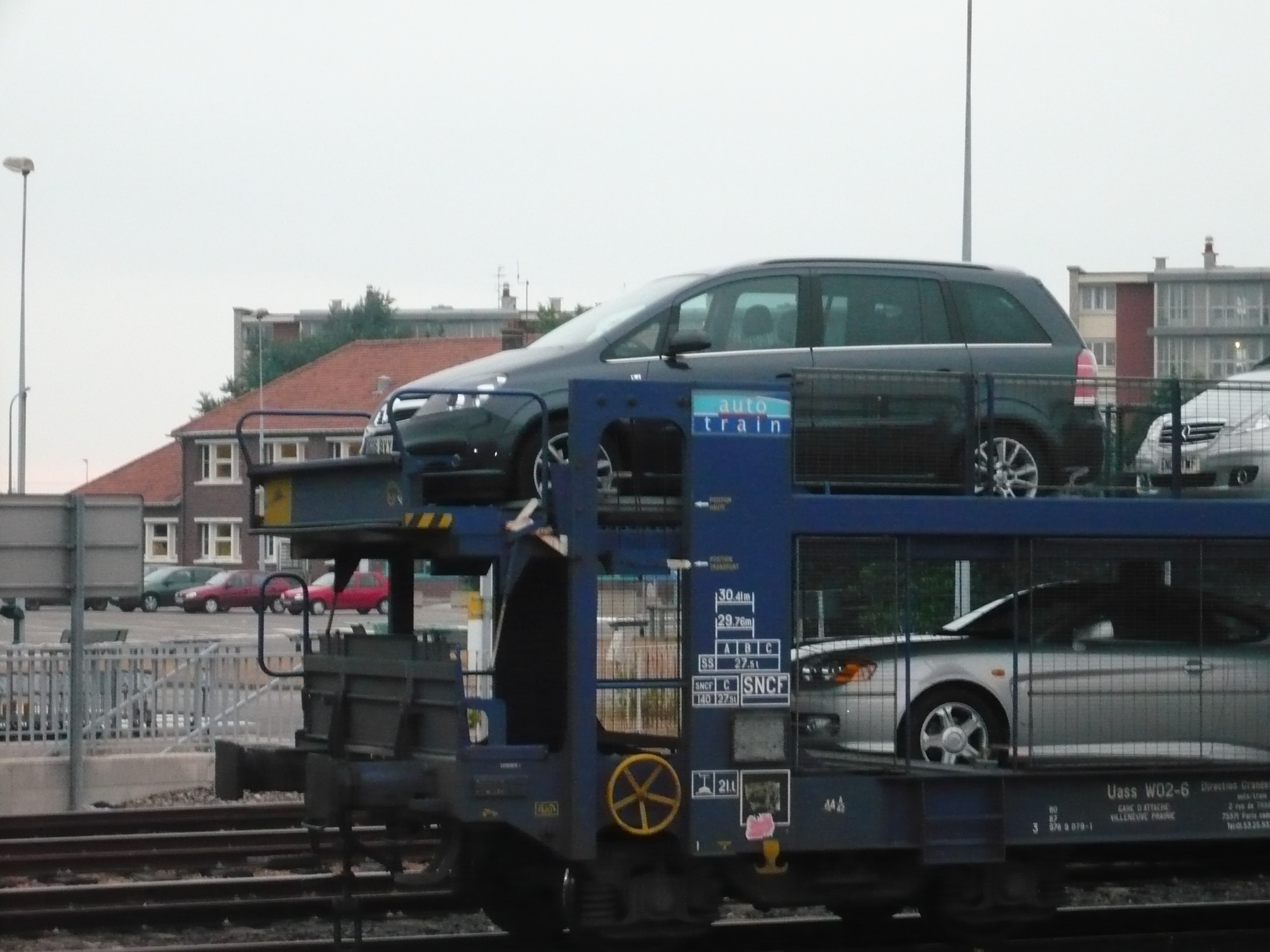
Extrémité d'une rame de wagons porte-automobiles du service auto-train à Calais-Ville, en juin 2007.

Jusqu'en 1961, une baraque sert de bâtiment voyageurs. C'est à ce moment que la structure actuelle, à l'architecture sobre, est édifiée ; comme le nouveau pont Jacquard auquel elle est accolée, elle surplombe les voies (ces dernières continuent vers la gare de Calais-Maritime).
En 2002, la gare est desservie par le service auto-train (Narbonne, mais également Avignon, font alors partie des destinations accessibles depuis Calais). Ce service, encore assuré en 2007, ne l'est plus dans les années 2010.
Depuis décembre 2019, cinq TER relient Calais-Ville à Paris-Nord, via Boulogne-Ville et Amiens (cette liaison avait partiellement été mise en place dès septembre 2019). Il s'agit de l'ex-Intercités Boulogne – Amiens – Paris, dont l'origine / destination à Calais avait été supprimée en 2002.
Selon les estimations de la SNCF, la fréquentation annuelle de la gare de Calais-Ville s'élève à 1 212 461 voyageurs en 2023 ; ce nombre était de 1 173 143 en 2022, 923 165 en 2021, 757 575 en 2020, 998 639 en 2019, 895 183 en 2018, 982 337 en 2017, 999 319 en 2016 et 1 074 918 en 2015.
De 1982 à novembre 2023, la gare est le terminus du Venice Simplon-Orient-Express, généralement à destination de Venise-Santa-Lucia (via Paris-Est) ; une correspondance par autocars de luxe, empruntant Le Shuttle d'Eurotunnel (pour traverser la Manche par le tunnel), permettait par la suite à ses passagers de rallier Folkestone, où partait le Belmond British Pullman (en) vers Londres-Victoria. Désormais, en raison des difficultés causées à cette correspondance par l'important renforcement des contrôles douaniers (conséquemment au Brexit), les voyageurs concernés sont directement acheminés de Londres à Paris par l'Eurostar,.

## Service des voyageurs

### Accueil

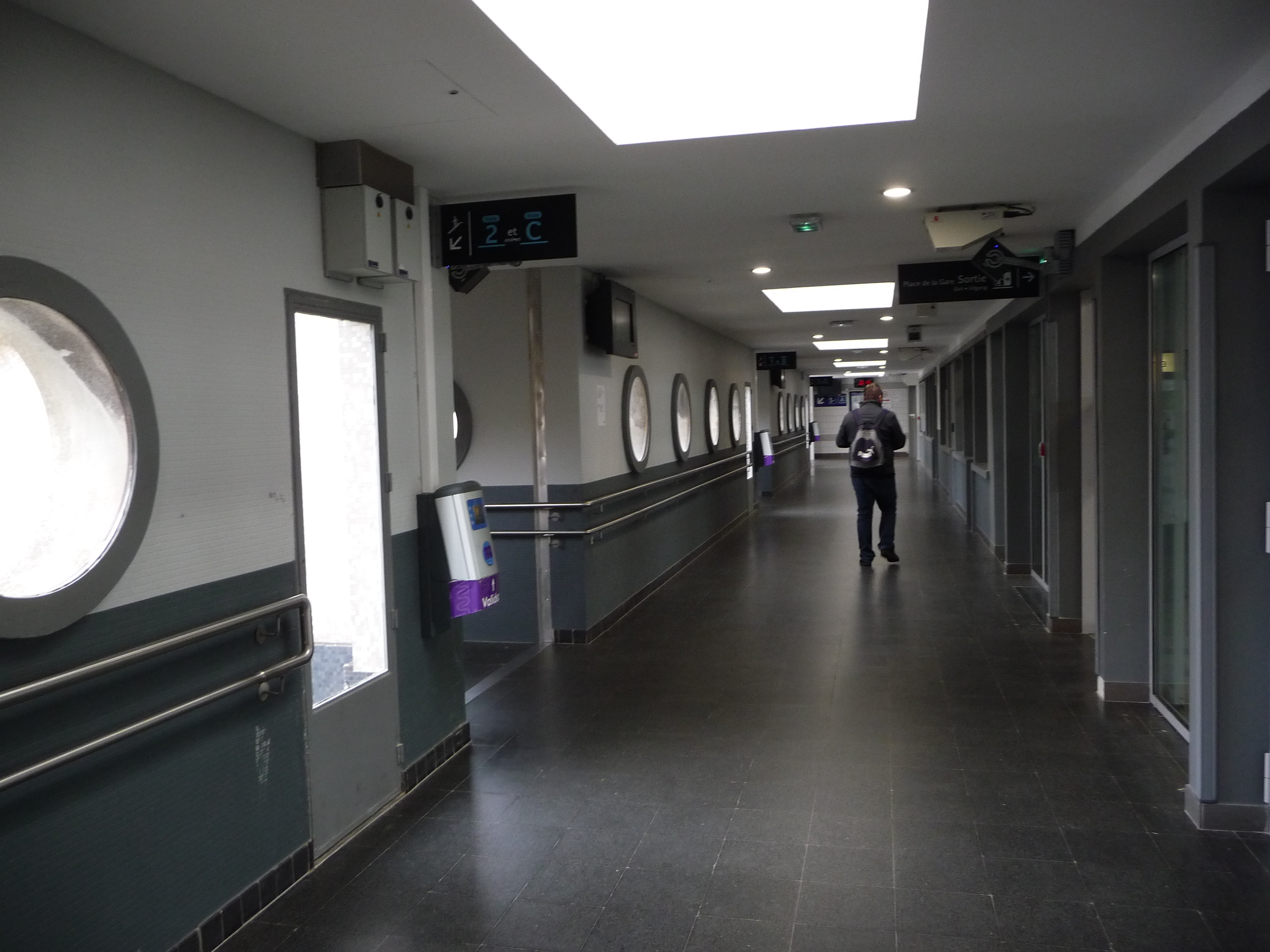
La passerelle couverte.

Gare de la SNCF, elle dispose d'un bâtiment voyageurs, avec guichet, ouvert tous les jours. Elle est équipée d'automates pour l'achat de titres de transport. C'est une gare « Accès Plus » disposant d'aménagements, d'équipements et services pour les personnes à la mobilité réduite.
Une passerelle couverte, adossée au bâtiment voyageurs, permet d'atteindre les quais.

### Desserte

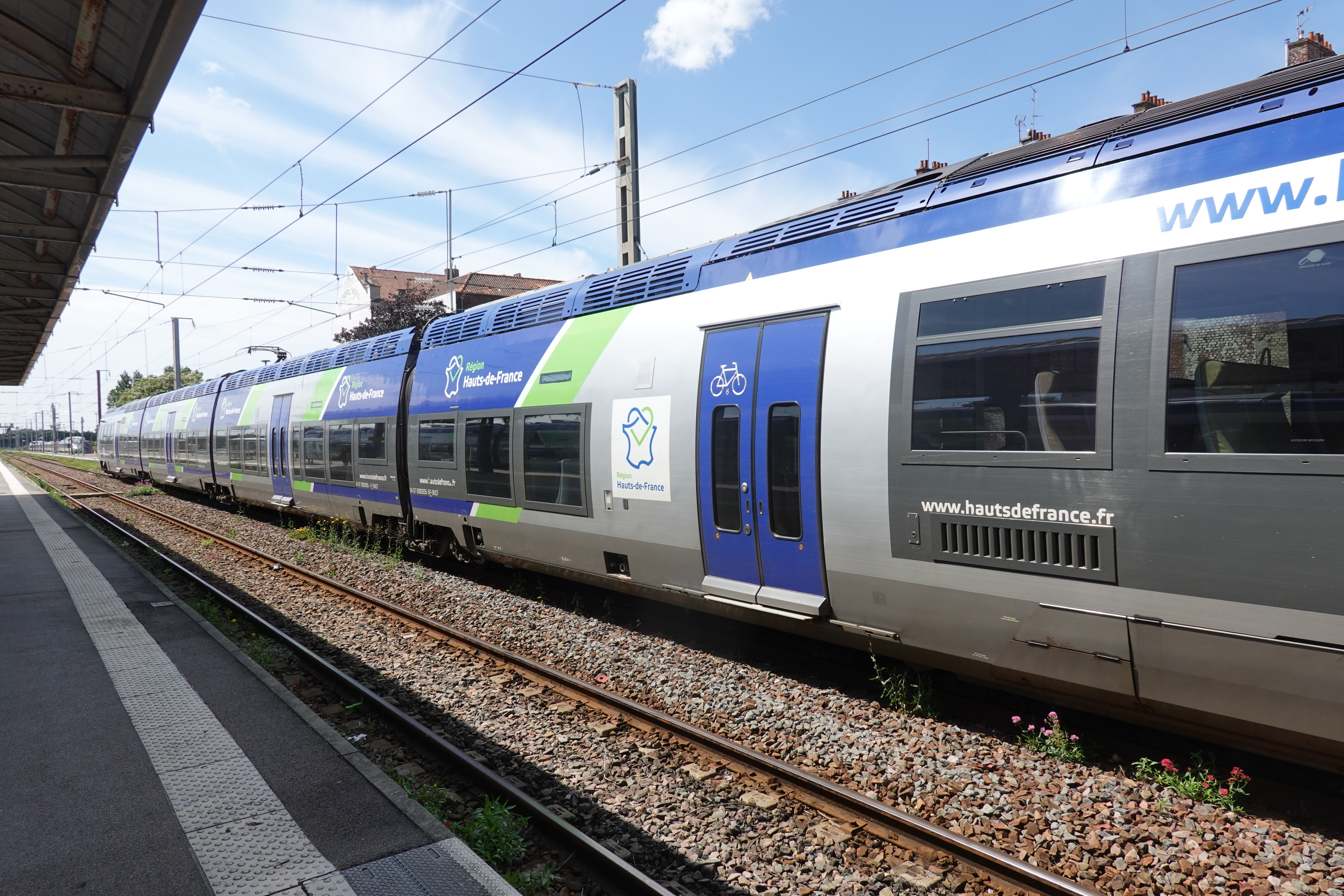
TER (rame B 82500) à quai.

La gare est desservie par des trains des réseaux suivants :
- TGV inOui vers Paris-Nord, via Lille-Europe et Arras (en alternance avec une origine / destination de ces trains à Boulogne-Ville, selon les périodes de l'année) ;
- TER Hauts-de-France, qui effectuent des missions entre Calais-Ville et Paris-Nord, Amiens, Rang-du-Fliers - Verton, Étaples - Le Touquet, Boulogne-Ville, Lille-Flandres, Arras, Hazebrouck et Dunkerque, mais aussi Lille-Europe (TERGV ; en alternance avec une origine / destination de ces trains à Boulogne-Ville, selon les périodes de l'année). À cela s'ajoute un aller-retour entre Calais-Ville et Laon, en été.

Par ailleurs, le diocèse d'Arras affrète une rame TGV à l'occasion du pèlerinage à Lourdes.

### Intermodalité
Un parc à vélos, ainsi qu'un abri à vélos sécurisé appelé Abricyclette, et un parking sont aménagés aux abords de la gare.
Le pôle d'échanges, la jouxtant, est desservi par le réseau urbain Imag'in : les autobus des lignes 2, 3, 4, 5 (dont Div'in), 6, 7, 8, 13 et Balad'in (navette du centre-ville, qui permet en outre d'atteindre le port) ; la navette fluviale Majest'in ; à cela s'ajoutent des lignes scolaires. Une station de location Vel'in (comprenant le service Velect'in) est située à proximité immédiate. Il est également desservi par des autocars du réseau interurbain Oscar, géré par la région.